# قطعنامه ۸۴ شورای امنیت
قطعنامه ۸۴ شورای امنیت سازمان ملل متحد که در تاریخ ۷ جولای ۱۹۵۰ تصویب شد، سندی بین‌المللی دربارهٔ شکایت جمهوری کره (کره جنوبی) از دیکتاتوری جمهوری دموکراتیک خلق کره (کره شمالی) به دلیل تجاوز به مرزهای این کشور بود. در این قطعنامه این تجاوز مخل امنیت بین‌الملل دانسته شده و مقرر شد که کشورهای عضو سازمان ملل تحت فرمان آمریکا نیروهای حافظ صلح به کره ارسال کنند. همچنین از آمریکا خواسته شد که این حرکت نظامی در زیر پرچم سازمان ملل متحد انجام شود و در انتها آمریکا ملزم به ارائه گزارش کامل در این مورد به سازمان ملل متحد شد.
این قطعنامه طی نشست ۴۷۶ام با ۷ موافق، ۰ مخالف و ۳ ممتنع تصویب شد.
کشورهای بریتانیا، جمهوری چین (تایوان)، کوبا، اکوادور، فرانسه، نروژ، ایالات متحده آمریکا این قطعنامه را تأیید کردند و سه کشور پادشاهی مصر و جمهوری فدرال سوسیالیستی یوگسلاوی و هند رای ممتنع دادند. نماینده شوروی در این جلسه غایب بود و علت غیبتش اعتراض به حق وتو تایوان به جای جمهوری خلق چین بود.